# Feria rubescens
Feria rubescens là một loài ruồi trong họ Tachinidae.